# Néa Éfesos
Néa Éfesos, en grec moderne : Νέα Έφεσος, est un village du dème de Díon-Ólympos, de Macédoine-Centrale en Grèce.
Selon le recensement de 2011, la population du village s'élève à 1 564 habitants.